# Webster (Massachusetts)
Webster – miejscowość położone w hrabstwie Worcester, w centralnej części stanu Massachusetts, Stany Zjednoczone.

## Historia
Pierwsi osadnicy przybyli w 1713 roku. Głównym założycielem był znany producent Samuel Slater. Nazwę miasta nadał na część swojego przyjaciela Daniela Webstera. Slater spędził ostatnie lata w Webster gdzie zmarł i jest pochowany na cmentarzu Mount Zion.

## Geografia
Miasto graniczy na północ z Oksford, od wschodu z Douglas, na południe od Thompson, CT, a od zachodu z Dudley, z którym jest najściślej związany kulturowo i politycznie.
W pobliżu miasta znajduje się jezioro Chaubunagungamaug, znany również jako "Webster Lake", o powierzchni 5,83 km ². Jezioro Chargoggagoggmanchauggagoggchaubunagungamaugg, nazwa alternatywna składająca się z 45 liter, jest często cytowana jako najdłuższa nazwa miejsca w Stanach Zjednoczonych i jedną z najdłuższych na świecie. Dzisiaj, "Jezioro Webster" jest najczęściej używaną nazwą.

## Religia
Parafia św. Józefa jest najstarszą polonijną parafią rzymskokatolicką w Nowej Anglii.